# Polymerisationsgrad
Der Polymerisationsgrad  gibt die Anzahl der Grundbausteine pro Polymermolekül an. Er ist identisch mit dem Quotienten der mittleren molaren Masse des Polymers und der molaren Masse seiner Wiederholeinheit (der Monomereinheit). Die genaue Zahl kann, außer bei Proteinen, meist nur ein Mittelwert über die betrachtete Probe sein. Dieser Mittelwert wird als Durchschnitts-Polymerisationsgrad (DP) bezeichnet. Für faserbildende Polymere stellt er eine wichtige Größe für die Verarbeitungs- und Gebrauchseigenschaften dar.  Nur durch einen streng kontrolliert stufenweisen Aufbau (wie bei Proteinen) können Makromoleküle mit völlig einheitlicher Polydispersität erhalten werden.
Die Polydispersität technischer Polymere schwankt zwischen 1,1 (anionische Polymerisation, kontrollierte radikalische Polymerisation), zwei (ideale stufenweise Polyaddition) und bis zu 10 für Prozesse mit uneinheitlicher Kinetik bzw. Abbruchreaktionen (häufig bei kationischer, radikalischer und koordinativer Polymerisation).
Der Absolutwert des Polymerisationsgrades ist ebenfalls stark prozessabhängig. Bei der Anionik kann z. B. dieser über einen großen Bereich (über die Anzahl der Initiatormoleküle) relativ exakt eingestellt werden; bei anderen Reaktionswegen hängt er sehr stark von der genauen Stöchiometrie oder etwa von der Abfuhr des Kondensats ab.
Der Polymerisationsgrad einer Probe wird meist über ihre molare Masse bestimmt. Dazu gibt es eine Reihe von Methoden, z. B. die GPC, einige Verfahren zur Bestimmung der kolligativen Eigenschaften (wie etwa Kryoskopie, Dampfdruckosmose, …), des Weiteren Viskosimetrie, Lichtstreuung usw. Noch weitere Methoden sind technisch von Bedeutung, welche allerdings eine genaue Kalibrierung am Probensystem erfordern. Zu erwähnen ist hier die Melt-Flow-Index-Methode. So erhöht sich z. B. die Viskosität einer Kunststoffschmelze mit zunehmendem Polymerisationsgrad, der mittlere Wert kann mit der MFI-Methode indirekt (d. h. relativ zu einem chemisch vergleichbaren Standard) ermittelt werden.
Der Polymerisationsgrad sowie die raumgeometrische Verteilung der Monomere im Molekül (d. h. die stereochemische Anordnung der Molekülzweige) besitzen großen Einfluss auf die physikalischen und besonders auf die mechanischen Eigenschaften eines Polymers. Die Faserfestigkeit ändert sich jedoch nach Staudinger nicht proportional mit dem Polymerisationsgrad. Der DP beträgt z. B. für Baumwolle 3000, Viskosefasern  250–700, Polyamide 100–180 und Polyester 130–220. Die Bestimmung des Durchschnittspolymerisationsgrad hat speziell für Cellulosefasern eine große Bedeutung, denn er erlaubt, eine chemische Schädigung dieser Fasern zahlenmäßig zu charakterisieren.